# David Berna
David Berna (auch David Anton Berna di Pratto und David Antonius Maria Berna) (* 1773 (getauft 27. Oktober) in Mainz; † 23. September 1835 in Frankfurt am Main) war ein deutscher Kaufmann und Abgeordneter.

## Leben
Berna lebte als Kaufmann in Frankfurt am Main. Die Firma Gebrüder Berna & Co. (gemeinsam mit seinem Bruder Johann Anton († 1819)) handelte in Seidenwaren und hatte ihren Sitz in der Neue Kräme und eine Niederlassung in Mainz und Lyon. Sein Sohn Johann Anton Berna (1813–1836) heiratete Maria Aloysia Claudine Sophie geb. von Guaita (1815–1859) die Tochter des Frankfurter Bürgermeisters Georg Friedrich von Guaita (1772–1851) und dessen Ehefrau Magdalene geb. Brentano (1788–1861). Georg Berna war ein Enkel.
Von 1819 bis 1826 war er Mitglied der Frankfurter Handelskammer. Zwischen 1815 und 1817 gehörte er der Ständigen Bürgerrepräsentation der Freien Stadt Frankfurt an.